# Серији (Јон)
Серији (фр. Cérilly) насеље је и општина у источном делу централне Француске у региону Бургоња, у департману Јон која припада префектури Санс.
По подацима из 2011. године у општини је живело 36 становника, а густина насељености је износила 4,94 становника/km². Општина се простире на површини од 7,29 km². Налази се на средњој надморској висини од 152 метара (максималној 238 m, а минималној 134 m).

## Демографија
| 1962. | 1968. | 1975. | 1982. | 1990. | 1999. | 2011. |
| ----- | ----- | ----- | ----- | ----- | ----- | ----- |
| 66    | 70    | 49    | 51    | 50    | 54    | 36    |

График промене броја становника у току последњих година